# Zwartkops Raceway
Zwartkops Raceway ist eine permanente Motorsportrennstrecke in der Nähe der Stadt  Centurion in Südafrika.

## Geschichte

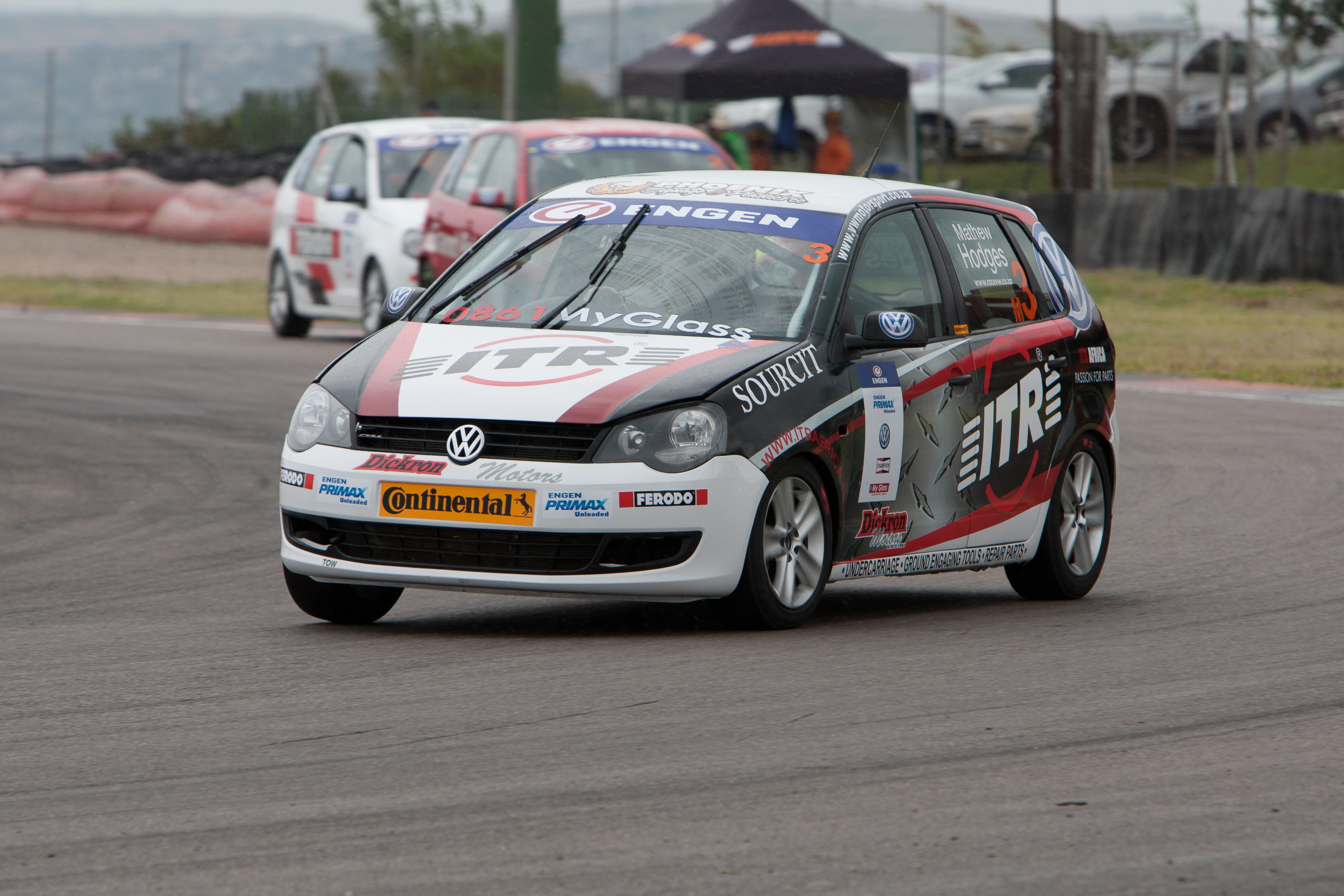
VW Polo Cup Südafrika 2014 auf dem Zwartkops Raceway

Die 1961 eröffnete, ursprünglich in beide Fahrtrichtungen befahrbare Strecke hatte ein Layout, das hohe Geschwindigkeiten zuließ. 1986 wurde die Anlage aufgrund eines Straßenbauprojektes verkürzt und in 2 Teile – den verkürzten Automobilkurs und eine Kartstrecke – aufgeteilt, die beidseitig der geplanten, aber nie realisierten Straße liegen sollten. 1995 wurde die Strecke vorübergehend geschlossen. 2001 erfolgte die Neueröffnung mit dem aktuellen, im Uhrzeigersinn befahrenen Layout. Dabei trennte man an der neuen Haarnadelkurve die alte Westschleife durch eine Naturtribüne von der jetzigen Strecke ab.  Die neue Anlage wurde im Februar 2001 fertiggestellt.

## Streckenbeschreibung
Die aktuelle Variante wurde in Anlehnung an den britischen Brands Hatch Indy-Circuit als für die Zuschauer gut einsehbare Strecke gestaltet. Sie besteht aus 8 Kurven, hat 2,4 km Länge, mehrere schnelle anspruchsvolle Kurven und mindestens 3 Kurven mit guten Ausbrems- und Überholmöglichkeiten. Im Innenfeld entstanden auch eine neue Kartbahn, eine Kreisbahn mit Gleitbelag, Boxenanlagen, Tribünen und mehrere Nebengebäude sowie eine Motocross-Strecke.

## Veranstaltungen
- Südafrikanische Sasol GT-Meisterschaft
- South African Enduranceseries
- "Legends of the 9 Hours"; historische Meisterschaft für Touren- und Sportwagen
- Volkswagen Polo Cup South Africa
- South African Motorcycle Championship (Superbike)
- Formula Volkswagen
- V8 Supercars und GT Classes